# Dangla (Sprache)
Dangla, Selbstbezeichnung daŋla, auf Französisch dangaléat genannt, ist eine in der Region um die Stadt Mongo im südlichen Tschad gesprochene Sprache oder Gruppe nahe verwandter Sprachen. Man unterteilt das Sprachgebiet in West- und Ost-Dangla, oder in West-, Zentral- und Ost-Dangla. Je nach Auffassung handelt es sich dabei um mehrere eng verwandte Sprachen oder um Dialekte einer einzigen Sprache. Das Dangla gehört zur Ostgruppe der Familie der Tschadischen Sprachen. Es wird von ca. 45.000 Personen gesprochen, die zumeist auch das Tschadisch-Arabische beherrschen, von dem das Dangla tendenziell verdrängt wird.
Die folgende Darstellung bezieht sich auf das Ost-Dangla, das am besten dokumentiert ist. Über die Grammatik des West-Dangla ist bisher wenig bekannt.

## Lautsystem

### Konsonanten
|                    | Labiale | Dentale | Palatale | Velare |
| ------------------ | ------- | ------- | -------- | ------ |
| stimmlose Plosive  | p       | t       | c        | k      |
| stimmhafte Plosive | b       | d       | j        | g      |
| Implosive          | ɓ       | ɗ       | ʄ        |        |
| Nasale             | m       | n       | ɲ        | ŋ      |

Dazu kommen die Frikative s und z, die Glides w und y, die Sonoranten r (trill), ɾ (flap, recht selten) und l, sowie marginal (nur in arabischen Fremdwörtern) die Glottale h und ʔ.
In der Grammatik von Shay werden Nasalverbindungen wie mb, nd, ɲj, ŋg als eigene Phoneme angesetzt. Allerdings scheint kein Wort mit einer solchen Verbindung zu beginnen.

### Vokale
Das Dangla unterscheidet 7 Vokale: u, o, ɔ, a, ɛ, e, i, die jeweils kurz oder lang (dann hier doppelt geschrieben) vorkommen.
Von diesen Vokalen sind allerdings ɔ und ɛ relativ selten und kommen meist nur in der langen Version vor. Durch eine vokalharmonische Regel werden o und e zu ɔ bzw. ɛ umgefärbt, wenn das Wort schon ein ɔ oder ɛ enthält. Dadurch entstehen dann auch kurze ɔ, ɛ. So verbindet sich gɛ̄ɛ̄mì „Leute“ + cò „ihre(pl.)“ zu gɛ̄ɛ̄mcɔ̀ „ihre Leute“ (mit Anpassung o > ɔ).

### Töne
Das Dangla ist eine Tonsprache mit drei Registern, die hier durch Akzente auf den Vokalen dargestellt werden: á hoch, ā mittel, à tief. Seltener kommt es auch zu kombinatorischen Tönen: â hoch-tief-fallend, ǎ tief-hoch-steigend; in vielen derartigen Fällen ist noch erkennbar, dass in der Folgesilbe ein Vokal ausgefallen ist und die Töne ehemals zweier Silben auf der einzigen verbleibenden Silbe zusammengezogen wurden (einige Beispiele folgen weiter unten).
Unter ähnlichen Umständen können gelegentlich auch wortfinale Konsonanten einen eigenen Ton tragen.
Es ist als grundsätzliche Regel erkennbar, dass ein Mittelton zu einem Hochton wird, wenn im selben Wort ein Hochton folgt. Daher kombiniert sich beispielsweise rōŋ „Sohn“ + tí „ihr (fem. sg.)“ zu róntí „ihr Sohn“, oder sūgīnē „Markt“ + Lokativendung -írá zu súgínírá „auf dem Markt“. Die Abfolge mittel + hoch kommt folgerichtig innerhalb eines Wortes kaum vor. Ansonsten scheinen alle Abfolgen von Tönen gut belegt zu sein.
Die Töne können grammatische Formen sowie auch verschiedene Vokabeln unterscheiden (z. B. sīŋ „Bruder“, sìŋ „Name“).
In der Grammatik kommt es häufig zu komplizierten Tonwechseln, die hier nicht immer im Detail dargestellt werden und auch noch nicht alle genau erforscht sind.

### Pausal- und Kontextform
Viele auf einen Vokal endende Wörter verlieren ihren Endvokal, sobald sie im Satzkontext gebraucht werden. Dadurch entsteht ein Kontrast zwischen einer Pausalform und einer Kontextform, wie man ihn auch in manchen anderen tschadischen Sprachen findet. In einem Teil der Fälle wird dabei der Ton des ausfallenden Vokals auf die vorige Silbe übertragen; dies scheint vor allem der Fall zu sein, wenn ein hochtoniger Vokal ausfällt. Einige Beispiele:
- ɗùbīlè „junger Mann“ + ɾákkí „eins“ > ɗùbīl ɾákkí „ein (einziger) junger Mann“
- dààɗí „Frau“ – dàáɗ kàttíté „die Frau ging“ (durch Tontransfer wird der Tiefton auf -aa- zum steigenden Ton)
- mìcā „Mädchen“ – mīc tī āwàllē „das erste Mädchen“ (der Mittelton des ausfallenden Vokals ersetzt den Tiefton des Stammes)
- gɛ̄ɛ̄mì „Leute“ – gɛ̄ɛ̄m òòkíɲcō „alle Leute“
- sámàànē „schön“ – sámààn sìmàr „sehr schön“
- mìcīlè „Löwe“ – mìcīl ŋàs „der Löwe sagte“
- dììrá „gestern“ – dìír nō kàtē „gestern ging ich“

Ein Wort mit zwei Konsonanten vor dem Endvokal wie bèrkā „Kuh“ verliert seinen Vokal nicht, da sich sonst im Kontext Gruppen von drei Konsonanten ergeben würden, was im Dangla nicht zulässig ist.
Sehr wichtig ist dieser Effekt auch in der Morphologie. So verlieren Verbalstämme normalerweise ihren Endvokal, sobald Suffixe angefügt werden. Dies wird unten noch ausführlicher dargestellt.

## Substantiv

### Geschlecht
Das Dangla hat zwei grammatische Geschlechter: Maskulinum und Femininum. Bei Personenbezeichnungen fällt dieses mit dem natürlichen Geschlecht zusammen. Ansonsten ist das Geschlecht, ähnlich wie im Deutschen, kaum aus der Bedeutung oder Form des Substantivs vorherzusagen. Das Geschlecht wird durch die Kongruenz anderer Wörter mit dem Substantiv ersichtlich.

### Plural
Substantive bilden eine Pluralform. Die Pluralbildung ist insgesamt sehr unregelmäßig und kann durch Suffixe und/oder verschiedenerlei Änderungen des Stammes geschehen. Beispiele:
Suffix:
- ìlgò (fem.) „Jahr“ – ìlgày „Jahre“
- pìsō (mask.) „Pferd“ – pìsày „Pferde“
- bākō (mask./fem.) „Nachbar(in)“ – bākìnà „Nachbarn“

Tonveränderung:
- rōŋ (mask.) „Sohn“ – ròmā (fem.) „Tochter“ – ròŋ „Kinder“
- pósíŋ (mask.) „Hand“ – pòsíŋ „Hände“

Suffix + Tonveränderung:
- kāɲà (mask.) „Hund“ – káɲí „Hunde“
- gēmsò (fem.) „Mädchen“ – gèmsá „Mädchen (pl.)“

Suffix + innerer Vokalwechsel:
- gēr (mask.) „Haus“ – gēērày „Häuser“
- gēmò (mask.) „Mensch“ – gɛ̄ɛ̄mì „Menschen, Leute“
- bérkí (mask.) „Rind“ – bārkày „Rinder“
- étí (mask.) „Baum“ – ātày „Bäume“
- sērpè (fem.) „Seite“ – sèrápí „Seiten“

Teilreduplikation + innerer Vokalwechsel:
- kààlō (mask.) „Stern“ – kàlàlì „Sterne“
- ɗúrkúlì (mask.) „Esel“ – ɗùrkīlkàl „Esel (pl.)“

Stammwechsel:
- máákítí (mask.) „Ding“ – gāmì „Dinge“

### Demonstrativsuffixe
Den deutschen Demonstrativpronomina entsprechen im Dangla Demonstrativsuffixe am Substantiv. Eine übliche Reihe ist:
-ìkā (mask.), -ìtā (fem.), -àkū (Plural):
- kāɲà „Hund“ – kāɲìkā „dieser Hund“
- dààɗí „Frau“ – dàáɗìtā „diese Frau“
- ʄírìyè „Tag“ – ʄīrìtā „dieser Tag; heute“

Die Demonstrativsuffixe können sich in der Funktion einem bestimmten Artikel nähern. Nicht selten treten sie auch mit einem Possessivsuffix zusammen auf:
- sīn-dùùkā „dieser mein Bruder“ (< dù + ìkā)

### Genitiv
Das Substantiv bildet einen Genitivkasus. Dessen Endung lautet -dì nach Konsonant, -rì (auch -r̀) nach Vokal, manchmal auch -ó, vor allem nach Palatalstämmen. Ferner können Tonveränderungen auftreten.
Die Genitivverbindung besteht aus drei Teilen: Bezugswort – Konnektor – Nomen im Genitiv. Der Konnektor kongruiert mit dem Bezugswort und hat die Formen kā (mask.), tā (fem.), kū (pl.), die an diejenigen der Demonstrativsuffixe erinnern. Beispiele:
- wàjīīn tā kóórì „Mangel an Sorghum“ (kóó „Sorghum“)
- būldìg kū ámíyó „Krüge von Wasser“ (āmày „Wasser“)
- kūm kā káɲó „Hundefleisch“ (kāɲà „Hund“)
- ààr gééró „Rückseite des Hauses“ = „hinter dem Haus“ (gēr „Haus“)

Der Genitiv ist auch von Infinitiven bildbar. Er endet dann auf -ndì:
- gām kū téndì „Dinge des Essens“ = „Dinge zum essen“

### Lokativ
Substantive bilden des Weiteren eine Lokativform mit dem Suffix -dì (nach Konsonant) / -írá (nach Vokal):
- bótól „Straße“ – bòtōldì „auf der Straße“
- sūgīnē „Markt“ – súgínírá „auf dem Markt“

## Adjektiv
Die Wortart der Adjektive ist im Dangla recht begrenzt. Das Adjektiv folgt seinem Bezugswort. Einige Adjektive folgen dem Substantiv direkt:
- gēmsò sámàànē „ein schönes Mädchen“

Andere Adjektive müssen mit einem Konnektor kī (mask.), tī (fem.), kū (pl.) angeschlossen werden (vgl. die ähnliche Syntax bei Genitivverbindungen):
- kòkīr tī pùrtà „ein weißes Huhn“ (kòkīr ist Kontextform von kòkìrā „Huhn“)
- būw kū ōyyā „die gute Milch“ (das Wort für „Milch“ wird als Plural behandelt)

## Personal- und Possessivpronomen

### Übersicht
Es ist zwischen folgenden Pronomina zu unterscheiden:
- Selbständige Pronomina, die Pausalformen und Kontextformen besitzen.
- Subjektspräfixe. Diese drücken das Subjekt aus und müssen dem Verb unmittelbar vorangehen.
- Subjektssuffixe. Diese drücken das Subjekt aus und müssen dem Verb unmittelbar folgen.
- Objektssuffixe. Hier ist zu unterscheiden zwischen einer Serie 1, die man verwendet, wenn das Subjekt links vom Verb steht und das Objektsuffix dem Verb also direkt folgt, und einer Serie 2, die hinter Subjektssuffixen gebraucht werden.
- Possessivsuffixe hinter Substantiven; mit diesen nahezu identisch sind Dativsuffixe hinter dem Verb.

Das Dangla macht zwei Unterscheidungen, die dem Deutschen fremd sind, nämlich eine Unterscheidung des Geschlechts in der 2. Person Singular, sowie eine Unterscheidung der 1. Person Plural in eine inklusive („ich und du/ihr“) und eine exklusive Variante („ich und andere“).
Hier eine Formenübersicht. In der Tabelle werden Formen, die identisch sind oder sich nur im Ton unterscheiden, soweit möglich in einer Zelle zusammengefasst:
|                                   | selbständig (Pausalform) | selbständig (Kontextform) | Subjekts- präfix | Subjekts- suffix | Objekts- suffix 1 | Objekts- suffix 2 | Possessiv- suffix |
| 1. sg. „ich“                      | nōōnò                    | nōōn                      | nō               | -īnō             |                   | -du               |                   |
| 1. pl. incl. „wir (mit dir/euch)“ | nììrà                    | nììr                      | nì               | -yē(n)           |                   | -te               |                   |
| 1. pl. excl. „wir (ohne euch)“    | nííníŋ                   | níín                      | ní               |                  | -níŋ              |                   |                   |
| 2. sg. mask. „du“                 | kíníŋ                    | kín                       | kí               | -īɲē             |                   | -jiŋ              |                   |
| 2. sg. fem. „du“                  | káníŋ                    | kán                       | ká               | -kē(n)           |                   | -ke               |                   |
| 2. pl. „ihr“                      | kúnúŋ                    |                           | kú               |                  | -koŋ              |                   |                   |
| 3. sg. mask. „er“                 | ŋààrà                    | ŋàà(r)                    | ŋà               | -jī              | -ga               |                   | -jì               |
| 3. sg. fem. „sie“                 | cààrà                    | càà(r)                    | cà               | -tí              | -ca               |                   | -tí               |
| 3. pl. „sie“                      | ŋùùra                    | ŋùù(r)                    | ŋù               | -īyō             | -gu               |                   | -cò               |

### Einzelheiten zum Ton
- Die Suffixe -tí (3. sg. fem.) und -níŋ (1. pl. excl.) haben einen inhärenten Hochton in allen Verwendungen.

Davon abgesehen gilt:
- Subjektsuffixe sind immer mitteltonig (z. B. -kōŋ „ihr“).
- Objektssuffixe der Serie 2 sind immer tieftonig (z. B. -kòŋ „euch“).
- Objektssuffixe der Serie 1 sind tief- oder mitteltonig nach einer Verteilung, die hier nicht näher erläutert wird.
- Possessivsuffixe sind immer tieftonig (z. B. -dù „mein“, -kòŋ „euer“). Werden sie als Dativsuffixe verwendet, so kommen sie unter Umständen auch mitteltonig vor.

### Possessivsuffixe
Possessivsuffixe werden an Substantive angehängt und entsprechen den deutschen Possessivpronomina. Bei den Possessivsuffixen sind folgende Besonderheiten zu beachten:
- „mein“, normalerweise -dù, wird nach Vokal zu -r reduziert, wobei der Vokal zu -o- umgefärbt wird, sofern es sich nicht um den einzigen Vokal des Wortstammes handelt
- „dein (mask.)“, normalerweise -jìŋ, wird nach Vokal zu -ɲ reduziert, wobei der Vokal zu -e- umgefärbt wird
- „sein“, normalerweise -jì, wird nach Vokal zu -y reduziert, wobei der Vokal zu -e- umgefärbt wird
- das Suffix -tí „ihr“ ruft einen Hochton auch auf der vorangehenden Silbe hervor

Beispiele:
- pósíŋ „Hand“ – pósíɲjìn „deine(mask.) Hand“
- sīŋ „Bruder“ – sīɲjì „sein Bruder“ – sīŋkòŋ „euer Bruder“
- ròmā „Tochter“ – ròmòr „meine Tochter“ – ròmèy „seine Tochter“
- bɔ̀̀ɔ̀̀ „Schwester“ – bɔ̀̀ɔ̀̀r „meine Schwester“ – bɔ̀̀ɔ̀̀ɲ „deine(m) Schwester“ – bɔ̀̀ɔ̀̀y „seine Schwester“ – bɔ̀̀ɔ̀̀níŋ „unsere Schwester“
- dààɗí „Frau“ – dāācòr „meine Frau“ – dāācèɲ „deine Frau“ – dāācèy „seine Frau“ (unregelmäßige Stammänderung)
- kàà- „Kopf“ – kààr „mein Kopf“ – kààɲ „dein(m) Kopf“ – kàày „sein Kopf“ – kààtí oder kàát „ihr(f) Kopf“
- bī- „Mund“ – bīy „sein Mund“ – bítí „ihr(f) Mund“
- yàà- „Mutter“ – yààníŋ „unsere Mutter“ – yààkòŋ „eure Mutter“
- ādì „Magen“ – ādèy „sein Magen“
- dìlō „Freund“ – dìlēy „sein Freund“
- sàdíígà „Freund“ – sàdiígòr „mein Freund“
- gūrùsnē „Geld“ – gūrùsnōr „mein Geld“
- mɛ̀tà „Mann“ – míttí „ihr(fem.) Mann“

Einige Substantive wie kàà- „Kopf“, bī- „Mund“, tát- „Vater“ und yàà- „Mutter“ werden nie ohne ein Possessivsuffix gebraucht.
Es ist unüblich, Bezeichnungen für die Elternteile mit Possessivsuffix im Singular zu verbinden. Man sagt daher tán-níŋ „unser Vater“ (besser als *„mein Vater“) oder yàà-kòŋ „eure Mutter“ (besser als *„deine Mutter“).

## Verb
Man kann die Verben in drei Klassen einteilen: Die meisten Verben sind entweder hochtonige Verben oder tieftonige Verben. Schließlich gibt es einige wenige, aber häufig gebrauchte Verben, die nur einen einzigen Wurzelkonsonanten besitzen und hier als dritte Klasse von „Kurzverben“ angesetzt werden.

### Infinitiv
Das Dangla besitzt eine Form, die weitgehend unserem Infinitiv entspricht und die man als Zitierform des Verbs verwenden kann. Der Infinitiv hat grundsätzlich eine Endung -e. Die Infinitivendung bleibt auch in der Kontextform immer erhalten. Bei hochtonigen Verben sind alle Silben des Verbs sowie die Infinitivendung hochtonig, z. B. tál-é „sehen“. Bei tieftonigen Verben sind alle Silben des Verbs tieftonig und die Infinitivendung mitteltonig, z. B. dòr-ē „hören“. Die Kurzverben haben eine vollere Infinitivform auf -eŋ oder -ɛŋ.

### Präteritum
Das Stamm des Präteritums hat wie der Infinitiv eine Endung -e. Verben der Tieftonklasse haben auch das gleiche Tonmuster wie der Infinitiv, also z. B. dòr-ē „hörte“. Verben der Hochtonklasse haben entweder durchgehend Mittelton (z. B. tāl-ē „sah“), aber ein Teil der Verben dieser Klasse schließt sich im Präteritum der Tieftonklasse an, z. B. kàt-ē „ging“.
Im Gegensatz zum Infinitiv geht das -e des Präteritums, wie auch die Auslautvokale aller anderen Tempusformen, in der Kontextform verloren. Aus bèrē „gab“ beispielsweise wird dann bèr. Teils kommt es dabei zum Tontransfer, z. B. àtìkē „jagte“ wird verkürzt zu àtīk (Mittelton wandert auf das -i-) oder weiter zu ǎtk (a- beginnt tieftonig, aber der Ton steigt an).
Bei gewissen Verben wird ein Mittelvokal zu -a- verändert, sofern eine Silbe durch ein konsonantisch anlautendes Suffix geschlossen wird. So heißt es ìbìnē „wusste“, aber ìbān-títé „und sie wusste“ (hier erfolgt zugleich ein Tontransfer des Mitteltons auf das -a-).

### Präsens
Der Präsensstamm ist durch einen a-Vokal gekennzeichnet, der prinzipiell hinter den zweiten Wurzelkonsonanten eingefügt wird. Bei Verben wie dōr-ā „hört“ tritt dieser Vokal somit ans Ende des Stammes, aber bei längeren Verben wie ìb-ā-nì „weiß“ wird das -a- zwischen den zweiten und den dritten Konsonanten, also in den Stamm eingefügt. Bei längeren Verben, wo das -a- als Infix in den Stamm tritt, wird ans Ende zusätzlich ein Suffix -i angefügt. Allerdings fallen die auslautenden Vokale -a bzw. -i in der Kontextform ab, so dass oft die Tonmuster wesentlicher für die Erkennung der Form sind. Allein im Ton liegt der Unterschied zwischen den Kontextformen bei Verben wie dòr „hörte“ (aus dòrē, Präteritum) – dōr „hört“ (aus dōrā, Präsens).
Die Tonverteilung im Präsens ist recht kompliziert und kann hier nicht vollständig dargestellt werden. Das Präsenskennzeichen a hat im Prinzip Hochton bei Verben der Hochtonklasse, z. B. rúgámí „kocht“, und Mittelton bei Verben der Tieftonklasse, z. B. ìbānì „weiß“. Ausnahmen:
- Wenn das Präsenskennzeichen bei kürzeren Verben der Hochtonklasse in den Auslaut gelangt, so wird der Hochton zum Mittelton abgesenkt: kāt-ā „geht“. Allerdings tritt ein Hochton wieder in Erscheinung, wenn ein Subjektssuffix folgt: kát-īyō „und sie gehen“[2].
- Das Präsenskennzeichen hat auch bei Verben der Tieftonklasse Hochton, sofern es einem stimmlosen Konsonanten folgt: àtákí „jagt“.

Ganz unregelmäßig sind die Präsensstämme von „kommen“ (mit Konsonantenwechsel) und „geben“.

### Subjunktiv
Die Form des Subjunktivs ähnelt derjenigen Präsens und hat insbesondere bei längeren Verben das gleiche -a-Infix. Der Subjunktiv endet aber im Gegensatz zum Präsens auf -u. Dieses ist hochtonig (-ú) bei Verben der Hochtonklasse sowie nach stimmlosem Konsonanten auch bei Verben der Tieftonklasse, sonst tieftonig (-ù). Die -u-Endung entfällt aber vor weiteren Suffixen und ist daher häufig nicht sichtbar.
Der Subjunktivstamm alleine dient als Befehlsform für eine einzige Person:
- àsú „komm!“
- íyú „bring!“ – íy-gà „bring es!“

Mit Endungen kann man davon drei weitere Formen bilden, nämlich -oŋ (2. Pers. Plural „ihr“), -tè („ich + du“) und -ontè („ich + ihr“):
- àsú „komm!“ – àsòŋ „kommt!“ – ǎstè „lass uns (= mich + dich) kommen!“[3] – àsòntè „lasst uns (= mich + euch) kommen!“
- sòkú „sammle!“ – sòkóŋ „sammelt!“ (von sòkē „sammeln“)

Weiter kann der Subjunktiv mit einem Subjektspronomen der 1. oder 3. Person verbunden werden und entspricht dann einer Wunschform:
- cà ób-ɲē „sie soll dich bekommen (= heiraten)“ (von óbé „bekommen“)
- ɔ̀̀mlɛ̄ „weggehen“ – ɔ̀̀mɔ̄lù „geh weg!“ (mit ɔ̄ aus ā durch Assimilation) – ŋà ɔ̀̀mɔ̄lù „er soll weggehen“ – ɔ̀̀mɔ̄l-tè „lass uns weggehen!“

### Formenübersicht
Es folgt eine Übersicht über die Stammformen einiger exemplarischer Verben:
|           | Infinitiv | Präteritum | Präsens | Subjunktiv |
| --------- | --------- | ---------- | ------- | ---------- |
| „sehen“   | tálé      | tālē       | tālā    | tálú       |
| „gehen“   | káté      | kàtē       | kātā    | kátú       |
| „kochen“  | rúgúmé    | rūgūmē     | rúgámí  | rúgámú     |
| „hören“   | dòrē      | dòrē       | dōrā    | dòrù       |
| „geben“   | bèrē      | bèrē       | bírì    | bírú       |
| „kommen“  | àsē       | àsē        | áká     | àsú        |
| „wissen“  | ìbìnē     | ìbìnē      | ìbānì   | ìbānù      |
| „jagen“   | àt(ì)kē   | àt(ì)kē    | àtákí   | àtákú      |
| „essen“   | téŋ       | tēē        | táá     | táá        |
| „trinken“ | sɛ̄ŋ       | sɛ̄ɛ̄        | sāā     | sàà        |

### Futur
Ein Futur bildet man mit einem Hilfsverb āā, teilweise auch àk, vielleicht aus dem Verb für „kommen“ abgeleitet, plus dem Infinitiv:
- géédè āā ɔ̀mlɛ̄  „Gede(Name) wird hinausgehen“

Grundsätzlich werden alle Klitika an das Hilfsverb angefügt:
- kíí tálé „du wirst sehen“ (kíí < kí + āā)
- á-kōŋ àsē „und ihr werdet kommen“
- ák-īɲ góyááwé „und du(mask.) wirst wohnen“
- ā-n-jìŋ ɛ̄ymɛ̄ „und ich werde dich essen“

Objektspronomina der dritten Person werden dagegen an den Infinitiv gehängt, und zwar in Form nicht eines Objektssuffixes, sondern eines Possessivsuffixes:
- nōō gìnīɲ-jì „ich werde es(mask.) tun“ (nōō < nō + āā; der Infinitiv gìnē hat vor Suffix die Form gìnīn-)

### Iterativstamm
Die Verben bilden mittels Ablaut einen Iterativstamm, der hier nur kurz angesprochen wird:
- téŋ „essen“ – tīyààwē „immer wieder essen“
- káté „gehen“ – kātààwē „immer wieder gehen“
- àt(ì)kē „jagen“ – àtààkē „immer wieder jagen“

## Syntax

### Subjekt und Prädikat
Der Satz besteht normalerweise minimal aus einem Subjekt und einem Verb (in dieser Reihenfolge). Das Subjekt kann entweder ein Substantiv oder ein Subjektspräfix sein:
- īssā dàbsìyē „Issa (Name) schlachtete“
- cà sāā „sie trinkt“
- áándò àsē „die Nacht kam“
- ŋù àsē „sie kamen“
- ŋù dòs gèr-cò „sie gingen in ihr Haus = nach Hause“

### Unselbständige Sätze
Neben Subjektspräfixen besitzt das Dangla auch Subjektssuffixe. Wenn man diese verwendet, ist der Satz unselbständig und schließt sich an eine vorangehende Äußerung an. In der deutschen Übersetzung kann man solche Sätze mit „und“ einleiten:
- tál-jī „und er sieht“

Im Präteritum muss die Verbindung von Verb plus Subjektssuffix um eine Silbe -tè (Kontextform -t) erweitert werden, die nicht weiter übersetzbar ist. Das -tè entfällt, falls noch ein Objektssuffix folgt:
- kàt-īy-tè „und sie gingen“ (aus *kàtē + īyō + tè)
- àn-jī-tè „und er sagte“
- tèè-jī-tè „und er aß“

ŋà-s àà kàt-jī-tè
er-sagte ja ging-er
„er sagte 'ja', und er ging“ / „er sagte 'ja' und ging“
Im Präsens nehmen einige Verben eine Stammerweiterung -gi- an, wenn ein Subjektssuffix (oder Objektssuffix) folgt:
- gààsē „bleiben“ – gàás-gí-tí „und sie bleibt“
- bír-gì-n-jìŋ-gà „und ich gebe ihn dir“ („geben“ + Erweiterung + „ich“ + „dir“ + „ihn“)

Es ist auch möglich, ein Substantiv und zusätzlich ein Subjektssuffix zu verwenden. Dadurch ergibt sich wieder ein selbständiger Satz:
dàáɗ kàt-tí-té (-tè nach tí wird hochtonig)
Frau ging-sie
„die Frau(, sie) ging“
ààl-ìk gāg-jī-tè
Schlange-diese zurückkam-er
„diese Schlange(, sie) kam zurück“
lìs-ìk òb-jī-t zìml-èy
Lis-dieser ergriff-er Kleidung-seine
„dieser Lis (ein Stammesname) ergriff seine Kleidung“

### Objekt
Das direkte Objekt steht normalerweise hinter dem Verb. Es wird entweder durch ein Substantiv oder durch ein Objektssuffix ausgedrückt. Das Verb verliert dabei grundsätzlich seinen Endvokal, weil es in die Kontextform tritt. Das Substantiv hat keine besondere Kasusmarkierung:
- ŋù gīdīy bèrkā „sie kauften eine Kuh“
- nō tāl-gā „ich sah ihn“
- ŋà kōl-gā „er rief ihn“
- ŋà ròóp-gū „er traf sie(pl.)“ (ròóp ist Kontextform von ròòpē; der Ton des ausfallenden Vokals wird auf den Stamm übertragen)

Die Objektssuffixe der 1. und 2. Person sind formell (abgesehen z. T. vom Ton) identisch mit den Subjektssuffixen. Für diese gilt ebenso wie für die Subjektssuffixe, dass nach Verbformen im Präteritum noch zusätzlich das Suffix -tè angehängt werden muss:
- ŋù gàs-íɲ-cè „sie fanden dich“ (aus gàsē „fand“ + īɲē „dich“ + tè)

Nach Objektspronomina der 3. Person steht kein -tè.
Falls das Subjekt durch Subjektssuffixe ausgedrückt wird, folgen dem Verb zuerst die Subjektssuffixe und dann Objektssuffixe einer zweiten Serie, die sich von den normalen Objektssuffixen teilweise unterscheiden (siehe oben im Abschnitt „Personal- und Possessivpronomen“):
- ɗūn-īy-gà „und sie banden ihn“
- bèr-jī-gà „und er gab ihn“
- tèè-y-gà „und sie aßen es“
- dèl-tí-gù „und sie(fem.) schlug sie(pl.)“

Wenn das Objekt ein definites Substantiv ist, wird meist das Objektssuffix zusätzlich gebraucht:
- íc-cà bàrrē „nimm den Korb!“, wörtlich: „nimm ihn, den Korb!“
- yúúnùs dàbsāy-cā bèrkā „Yunus(Name) schlachtete (sie,) die Kuh“

Bemerkenswert ist, dass primär intransitive Verben im Dangla in größerem Umfang als im Deutschen ohne weiteres wie transitive Verben konstruiert werden können:
- ŋù kāt-gà „sie gehen ihn“, d. h.: „sie lassen ihn gehen“

### Adverbiale Ausdrücke
An wichtigen Präpositionen sind zu erwähnen:
- kū (Dativ)
- āk „in, zu“ (lokal; wieweit ein Funktionsunterschied zum Substantiv in der Lokativform besteht, ist nicht bekannt)
- īŋ „mit“, auch zwischen Substantiven im Sinne von „und“ gebraucht

Präpositionen scheinen normalerweise mit der Genitivform des Nomens zu stehen, allerdings ist die Dokumentation in diesem Punkt nicht ganz klar. Beispiele:
- mìcīlè „Löwe“ – kū mìcīlèl „dem Löwen“ (so die Genitivform durch Fernassimilation aus zu erwartendem *mìcīlèr)
- yàà-kòŋ „eure Mutter“ – kū yàà-kòŋ „eurer Mutter (Dat.)“
- āk wērdì „an dem Ort“ (zu wēr „Ort“)

Der pronominale Dativ wird durch Suffixe am Verb ausgedrückt, die formal mit den Possessivsuffixen identisch, jedoch oft mitteltonig statt tieftonig sind:
cà àn-kē
sie sagte-ihr
„sie sagte ihr“
ŋù bèr-dū-cā
sie gaben-mir-sie
„sie gaben sie(fem.) mir“
Nach dem Subjunktiv zeigen die Dativsuffixe zum Teil ähnliche Verkürzungen, wie sie auch von den Possessivsuffixen her bekannt sind:
- īyòr „bring mir!“ (aus íyú „bring!“ + dù „mir“)

Bestimmte Verben wie káté „gehen“ und gòyē „sitzen, sich befinden, wohnen“ können ihre Ortsangabe einfach als direktes Objekt anschließen, besonders wenn es sich um ein Substantiv handelt, das an sich schon einen Ort bezeichnet:
- íísà gōy jàmménà „Isa(Name) ist/wohnt in N’Djamena“

## Nichtverbalsatz
Sätze mit nominalem Prädikat benötigen im Dangla keine Kopula:
- nō dàŋīlè „ich bin ein Dangla-Mann“
- íísà gàrpò „Isa (Name) ist Schmied“
- sìn-tí géédè „ihr Name ist Gede“
- géédè bɔ̀̀ɔ̀̀-r „Gede ist meine Schwester“

## Negation
Ein Satz wird negiert, indem hinter das Verb bzw. hinter das Prädikat die Negation ɗúúɗé (Pausalform) ~ ɗúú (Kontextform) gestellt wird. Wenn diese hinter einem Konsonanten steht, kann es zu einer Assimilation des ɗ- an den Konsonanten kommen. Abgesehen von der Negation wird der Satz weitgehend wie der entsprechende Aussagesatz konstruiert:
kíí gèdìrē ɗúúɗé
du-FUTUR schaffen nicht
„du wirst es nicht schaffen“
géédè bɔ̀ɔ̀-r rúúɗé
Gede Schwester-mein nicht
„Gede ist nicht meine Schwester“
sín-dù táá ɗúú gām-èy pèɾìndà
Bruder-mein isst nicht Dinge-sein draußen
„mein Bruder isst nicht(s) draußen“
nō kàd dúú mòŋkítí (kàddúú < kàtē+ɗúú)
ich gehe nicht irgendwo
„ich gehe nirgendwo hin“

## Fragesatz
Fragesätze zeigen keine wesentlichen syntaktischen Unterschiede gegenüber Aussagesätzen. Im Gegensatz zum Deutschen wird ein Fragewort („was“, „wie“ etc.) nicht an den Satzanfang gezogen, sondern steht an derjenigen Stelle im Satz, an der das betreffende Satzglied normalerweise zu stehen hat. Satzfragen können eine Längung und eine spezielle Intonation auf der letzten Silbe zeigen. Alle Arten von Fragen enthalten am Ende optional eine Fragepartikel gà (vielleicht ungefähr vergleichbar mit deutsch „denn“ in „was denn?“ u. ä.).
ŋā māā gà
es was FRAGE
„was ist das?“
sìɲ-jì wàà
Name-sein wer
„was ist sein Name?“
kú mín mòŋ
ihr von wo
„woher seid ihr?“
yàà-kòŋ kàt mòŋ gà
Mutter-eure ging wo FRAGE
„wohin ging eure Mutter?“
kí ɓààkíì (Frageintonation; normale Präsensform ist ɓààkí)
du fürchten-PRÄS.
„fürchtest du dich?“

## Wortschatz
Einige Elemente aus dem Grundwortschatz:
| Auge   | ùdā   |
| drei   | súbbà |
| eins   | ɾákkí |
| essen  | téŋ   |
| Frau   | dààɗí |
| fünf   | bɛ̄ɛ̄ʄì |
| geben  | bèrē  |
| gehen  | káté  |
| groß   | tátá  |
| gut    | gǎllà |
| Hand   | pósíŋ |
| hören  | dòrē  |
| Mann   | mɛ̀tà  |
| Mund   | bī-   |
| Name   | sìŋ   |
| sagen  | ànē   |
| sehen  | tálé  |
| vier   | pōōɗì |
| Wasser | āmày  |
| wissen | ìbìnē |
| zwei   | sɛ́ɛ́rɔ́ |